# Rafał Pietrzak
Rafał Pietrzak, né le 30 janvier 1992 à Sosnowiec, est un footballeur international polonais. Il évolue au poste d'arrière gauche au Lechia Gdańsk.

## Biographie

### En club
Pietrzak inscrit trois buts en première division polonaise lors de la saison 2018-2019 avec le club du Wisła Cracovie.
Il joue son premier match en première division belge le 11 août 2019, lors de la 3e journée de championnat, à l'occasion de la réception du KAA Gent (victoire 2-1).

### En équipe nationale
Avec les moins de 19 ans, Pietrzak inscrit un but lors d'un match amical contre la Finlande, le 25 octobre 2010 (victoire 2-0).
Avec les moins de 20 ans, il délivre une passe décisive lors d'un match amical contre l'Italie, le 27 mars 2013 (défaite 1-3).
Il reçoit sa première sélection en Pologne le 7 septembre 2018, contre l'Italie, lors d'un match de Ligue des nations. Pietrzak joue 10 minutes lors de cette rencontre, au terme de laquelle les deux équipes se neutralisent (1-1).

## Palmarès
- Champion de Pologne de D2 en 2012 avec le Piast Gliwice